# Simone Wilkie
Simone Louise Wilkie (nacida Burt; Ballarat, Australia, 1964) es una militar australiana, comandante de las fuerzas australianas en Afganistán. Es una de sólo cuatro mujeres que han llegado a la defensa con tal rango.

## Carrera
Simone Wilkie completó sus estudios secundarios en la gramática Ballarat 
Wilkie se alistó en 1983, pasó al Real Cuerpo Australiano de Señales y luego a mandar las bases de entrenamiento de  Duntroon y  Kapooka, posteriormente fue directora general de entrenamiento del Ejército Australiano. Simone fue Adjunta a la unidad de Australiana de comunicaciones en Camboya en 1993.
En 2007 fue a Irak como asistente del jefe de Estado Mayor de la Fuerza Multinacional el Comandante David Petraeus. Cabe destacar que Wilkie es una de sólo cuatro mujeres que han llegado a la defensa con tal rango. 
En enero de 2008 Simone fue nombrada miembro de la Orden de Australia en los Premios del Día de Australia. Fue la Directora de Capacitación General en la Sede del Comando de Fuerzas del Cuartel Victoria, en Sídney. En esta función, es responsable de la supervisión de la política y la entrega de aproximadamente el noventa por ciento de la formación del Ejército.

## Comandante en Afganistán
Wilkie es la comandante nacional de todas las fuerzas australianas que participan de la guerra en Afganistán, está a cargo de todo el personal australiano de 1.500 hombres que prestan servicios en las unidades de FAD, integrado con las fuerzas internacionales (ISAF) en la zona de combate.

## Formación académica
Simone tiene una Licenciatura en Ciencias Sociales (Dirección de Recursos Humanos), un Diploma de Posgrado en Telecomunicaciones y Sistemas de Gestión, un Diploma de Posgrado de Estudios Estratégicos, y una Maestría en Estudios de Defensa. 

## Vida personal y ocio
Ella está casada con Bill, es también un miembro en activo del ejército australiano. Los intereses de Simone de ocio incluyen viajar, la renovación de la casa y el deporte, especialmente el golf y el hockey.